# 弗拉塞
弗拉塞（法語：Flacey，法語發音：[flasɛ]）是法国厄尔-卢瓦省的一个市镇，属于沙托丹区。

## 地理
弗拉塞（48°8'50"N, 1°20'59"E）面积13.99 平方千米，位于法国中央-卢瓦尔河谷大区厄尔-卢瓦省，该省份为法国北部内陆省份，北起顺时针与厄尔省、伊夫林省、埃松省、卢瓦雷省、卢瓦-谢尔省、萨尔特省和奧恩省接壤。
与弗拉塞接壤的市镇（或旧市镇、城区）包括：博讷瓦勒、卢瓦河畔圣莫尔、圣克里斯托夫、马尔布埃、洛格龙、蒙塔尔维尔、当若。

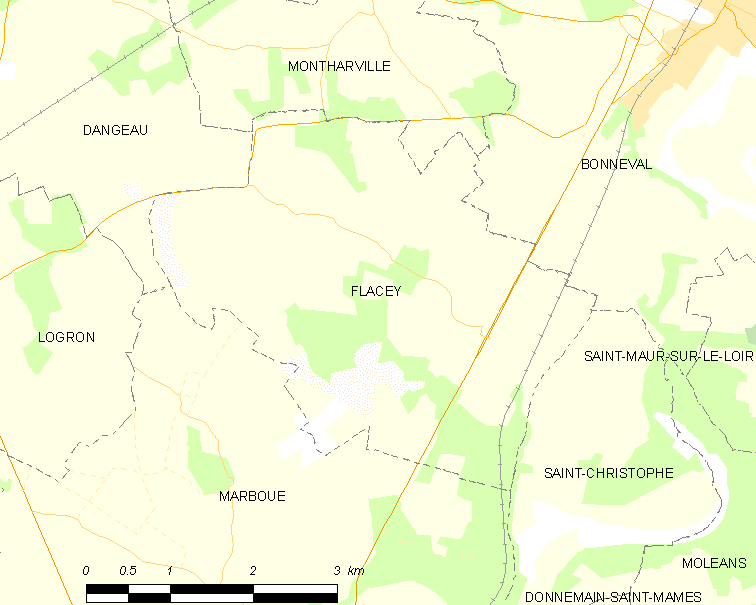
弗拉塞的OSM定位图

弗拉塞的时区为UTC+01:00、UTC+02:00（夏令时）。

## 行政
弗拉塞的邮政编码为28800，INSEE市镇编码为28153。

## 政治
弗拉塞所属的省级选区为沙托丹县。

## 人口

1962-2008年间弗拉塞人口变化图示

弗拉塞于2022年1月1日时的人口数量为212人。